# Элеонора Бретонская
Элеонора Бретонская (прибл. 1184 — 10 августа 1241) — старшая дочь герцога Бретани Джеффри II Плантагенета, четвёртого сына Генриха II Плантагенета и Алиеноры Аквитанской. Элеонору называли Прекрасная Дева Бретани, Девица Бретани, Жемчужина Бретани и Красавица Бретани.
В 1203 году после смерти её заключённого в тюрьму младшего брата Артура, Элеонора наследовала обширные владения в Англии, Анжу, Аквитании и Бретани, а также те земли, где Салический закон не действовал. Её дядя, король Англии Иоанн, был пятым сыном Генриха II, и Элеонора была претендентом на трон Англии, будучи старшим ребёнком старшего брата Иоанна — Джеффри. Таким образом, она представляла потенциальную угрозу как для Иоанна, так и после его смерти в 1216 году для своего двоюродного брата — короля Генриха III. Она пробыла в заключении с 1202 года до конца жизни, находясь под арестом дольше всех других членов английской королевской семьи. Из-за заключения она не могла унаследовать герцогство Бретань от своей матери.
Подобно императрице Матильде и Елизавете Йоркской, её притязания на английский престол не получили большой поддержки дворян, поскольку на троне они хотели видеть мужчину, несмотря на право женщин по закону наследовать корону. Некоторые историки отмечают, что её заключение в тюрьму было «самым неоправданным деянием короля Иоанна».

## Детство
Элеонора осиротела в возрасте двух лет и воспитывалась своим дядей Ричардом, королём Англии, и бабушкой Алиенорой, герцогиней Аквитании. Опекунство Ричарда также означало нахождение под стражей Анжуйского дома, и, таким образом, даже её мать Констанция никогда не рассматривала дочь как потенциальную наследницу Бретани; годами позже это обстоятельство помешало её притязаниям на герцогство. Поскольку её младший брат Артур был предполагаемым наследником Англии и Бретани, Элеонора была одной из самых выгодных высокородных невест того времени. В 1190 году, после того, как Ричард не смог выдать свою младшую сестру Иоанну за Аль-Адиля I — младшего брата Саладина, он предложил ему Элеонору. Переговоры также оказались тщетными, поскольку Аль-Адиль не проявил интереса к христианству. В 1193 году она была помолвлена с Фридрихом — сыном Леопольда V, герцога Австрийского. Обручение было одним из условий освобождения Ричарда, который был взят в плен императором Священной Римской империи Генрихом VI. Герцог скончался в следующем году, когда она была на пути в Австрию в сопровождении Болдуина де Бетюна, поэтому брак так и не состоялся. По приказу папы Целестина III она вернулась в Англию в сопровождении своей бабушки Алиеноры.
Летом 1195 года рассматривался прожект брака между Элеонорой и дофином Людовиком, сыном короля Франции Филиппа II Августа. Брак должен был скрепить союз между Ричардом и Филиппом, но переговоры провалились. Император выступил против прожекта; неудача подтолкнула короля к решению сделать новым наследником английского престола своего единственного выжившего брата — Иоанна. Это привело к резкому ухудшению отношений между Ричардом и Филиппом. Предположительно также обсуждался брак Элеоноры с герцогом Эдом Бургундским, поскольку в 1198 году Филипп запретил Эду жениться на каких бы то ни было родственницах Ричарда без его разрешения.

## Заключения

### При Иоанне

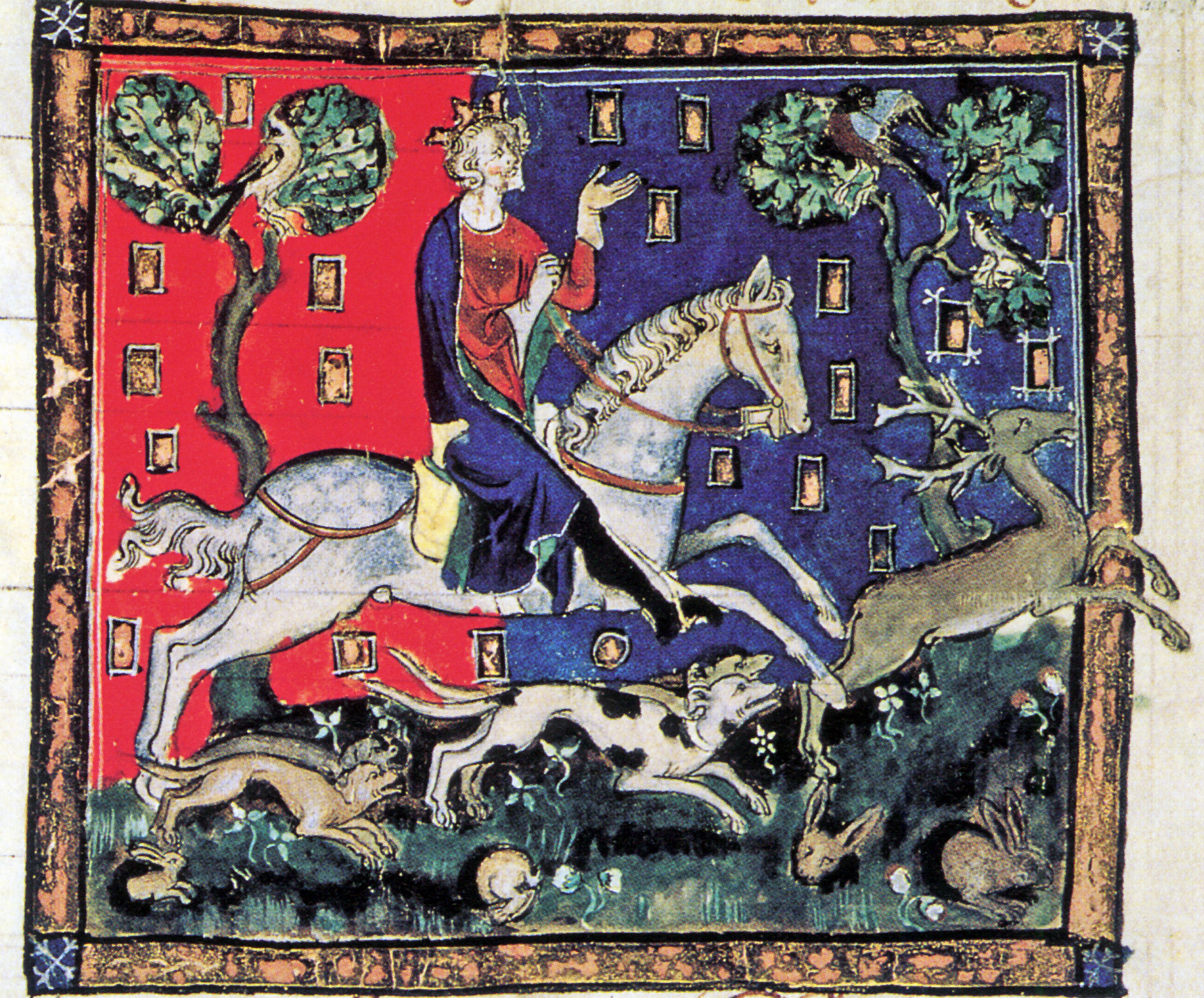
Король Иоанн (1167—1216)

После смерти короля Ричарда в 1199 году между сторонниками 12-летнего Артура и сторонниками Иоанна, младшего брата Ричарда, началась борьба за власть. Вероятно, когда силы Артура были разбиты, Иоанн уже взял под охрану Элеонору, а сам принц был захвачен в битве за Мирбо 1 августа 1202 года. Тем не менее никаких упоминаний о её аресте после битвы нет. Артур таинственно исчез в следующем году, всё ещё находясь в плену. Поскольку Элеонора оставалась потенциальной наследницей престола, а у Иоанна в то время ещё не было законных детей, её кандидатура была предпочтительнее, чем тот же король Франции Людовик VIII; маловероятно, что Иоанн уже тогда решил посадить свою племянницу под замок.
6 декабря того же года Иоанн бежал из Нормандии, взяв с собой Элеонору в качестве пленницы. Её сначала отвезли на север Англии, а затем отправили в Бристоль, где она находилась под охраной четырёх рыцарей. Весной 1204 года король Филипп II потребовал освободить Элеонору, чтобы она могла выйти замуж за его младшего сына.
Иоанн велел местным дворянам навестить Элеонору, чтобы удостовериться в её благополучии. В 1206 году Иоанн непродолжительное время держал её в замке Бро в Уэстморленде (ныне Камбрия), вверив её заботам Роберта де Вьёпонта; позже он перевёз её в замок Боуз в северной части Йоркшира (теперь в графстве Дарем); и наконец, он перевёл её в замок Корф на острове Пурбек на побережье Дорсета, вместе с 25 верными ей французскими рыцарями и под охраной Стивена де Турнхема. После попытки побега, 22 из них были пойманы и уморены голодом. Элеонора жила в башне Корфа Глориет и обедала в Длинном зале; ей было разрешено прогуливаться по крепостным стенам. Ей выделили трёх служанок, предоставили ткань для пошива одежды и постельного белья, а также деньги на мелкие расходы — 5 марок в квартал. В знак того, что она не являлась узницей, Иоанн подарил ей седло с позолоченными вожжами и алым орнаментом; он также посылал ей инжир и миндаль. Сохранившийся недельный список покупок для заключённой принцессы составлял обычный рацион аристократов того времени: понедельник — говядина, свинина, мёд, уксус; вторник — свинина, яйца, цапля; среда — сельдь, морская рыба, морской язык, угри, миндаль и яйца; четверг — свинина, яйца, перец, мёд; пятница — морская рыба, морской язык, угри, сельдь и миндаль; суббота — хлеб, эль, морской язык, миндаль, масло, яйца; воскресенье — баранина, свинина, курица и яйца.
В 1208 году епископы Нанта, Ванна и Корнуайя тщетно пытались договориться об освобождении Элеоноры. Многие из её сторонников были изгнаны. Элеонора была вынуждена передать Бретани и Ричмонд Иоанну, который при общении с бретонцами называл её своей «дражайшей племянницей». Будучи старшей дочерью Констанции, Элеонора после смерти Артура должна была стать герцогиней Бретани. Бретонские дворяне же, опасаясь притязаний короля Иоанна на правление Бретани от имени Элеоноры (или того, что он выдаст её замуж за верного Англии вассала) сделали герцогиней её младшую сводную сестру Аликс. Поскольку Аликс стала герцогиней Бретани, а с 1203 года называлась графиней Ричмонд, издавая хартии на поместье, Элеонора стала титулярной герцогиней Бретани и графиней Ричмонд, однако реальной власти не имела. Бретонские дворяне, не имея сведений о местонахождении принцессы, были готовы сделать её герцогиней в случае освобождения. Иоанн и в самом деле разрешил ей использовать титулы и даже вёл переговоры с бретонским баронами об условиях освобождения принцессы. Он попросил Элеонору в письме к бретонским дворянам и церковникам рассказать о своей жизни в заключении, выразить надежду на свободу и попросить их прибыть в Англию для переговоров. Это письмо является единственным сохранившимся документом, написанным рукой Элеоноры.
В 1209 году король Шотландии Вильгельм I Лев, чтобы сохранить мир между Шотландией и Англией, отправил Иоанну своих дочерей Маргариту и Изабеллу в качестве заложниц. Они также были заключены в замок Корф вместе с Элеонорой. В июне 1213 года Иоанн отправил пленным принцессам мантии из зелёной ткани, плащи с отделкой из овчины и летние туфли. Иногда им разрешалось выезжать из замка под строжайшей охраной. Элеоноре достались тёмно-зелёные одеяния с батистовыми капюшонами и шляпы, отделанными мехом горностая.
В 1213 году Иоанн использовал Элеонору для шантажа герцога Бретани Пьера I, мужа и соправителя Аликс. Он принуждал его вступить в союз с Англией, предлагая предоставить Элеоноре графство Ричмонд, однако Пьер сохранял верность Франции даже после того, как Иоанн захватил его старшего брата Роберта в Нанте. В том же году Иоанн объявил Англию папским феодом, и папа Иннокентий III, таким образом, объявил себя опекуном Элеоноры. В феврале 1214 года Иоанн вместе со своей супругой Элеонорой и принцем Ричардом пытались настроить Аквитанию и Пуату против Аликс, надеясь получить поддержку Бретани и сделать Элеонору марионеточной герцогиней. Его замысел потерпел крах после поражения в битве при Ла-Рош-о-Муан. В июле Иоанн вместе с Элеонорой уехал обратно в Англию. В том же году он снова вёл переговоры с бретонской знатью о правах и свободе Элеоноры, однако вскоре убедился, что ничего не сможет выиграть от её притязаний на герцогство. Он признал Аликс герцогиней Бретани и больше не стал поддерживать притязаний Элеоноры, как и Генрих III после его вступления на престол. Филипп II успел захватить большую часть анжуйских территорий, но ни бретонцы, ни Филипп II не попросили об освобождении Элеоноры, поскольку мир оставался более стабильным, пока принцесса находилась в заключении в Англии и не претендовала на французское герцогство.
Напряжённость в отношениях между Иоанном и англо-нормандскими баронами в 1215 году переросла в Первую баронскую войну. Король Франции Людовик VIII возглавил вторжение в Англию, заявив права на английский престол, поскольку был женат на Бланке, внучке Генриха II по материнской линии. Иннокентий III в свою очередь настаивал, что у Элеоноры больше прав на престол, чем у Иоанна. В том же году была составлена Великая хартия вольностей, в которой от короля требовали освободить всех заложников, включая шотландских и валлийских принцесс; однако Элеонора в этот список не входила.
Существуют разные версии того, где Элеонора жила все эти годы. В некоторых источниках говорится, что она находилась в заключении в замке Корф, в других — что она все 39 лет пребывала в Бристольском замке. Тем не менее в административных записях Генриха III указано, что Элеонора выставила счёт на сумму 117 фунтов из Глостерского замка.

### При Генрихе III

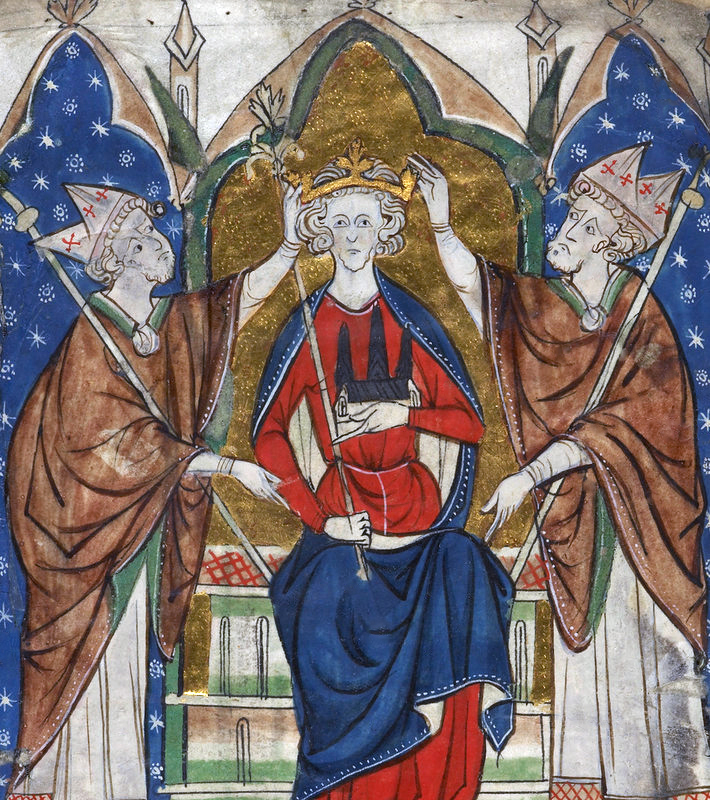
Король Генрих III (1207—1272)

Иоанн умер в конце гражданской войны в 1216 году; хотя в соответствии с законами первородства права Элеоноры на престол были сильнее, английские бароны позволили унаследовать корону маленькому сыну короля Иоанна, Генриху III. 32-летняя принцесса, вероятно всё ещё сохранившая свою красоту, осталась под охраной Питера де Моле.
Поскольку права принцессы на Англию и Аквитанию по-прежнему представляли угрозу для его сына, перед смертью Иоанн потребовал никогда не освобождать Элеонору. Хотя пленённая принцесса не была причиной волнений среди англичан в начале правления Генриха III, её продолжали держать под охраной, иными словами «под домашним арестом», независимо от того, насколько большой выкуп могли бы заплатить бретонцы, если бы захотели. Её безопасность и жизнь была условием договора между Англией и Францией. В 1218 году она перестала именоваться графиней Ричмонд после того, как регент Генриха Уильям Маршал признал Питера графом. Генрих III с того момента стал называть Элеонору «королевской родственницей» или «нашей двоюродной сестрой» без какого-либо титула.
В 1221 году ходили слухи о плане по спасению Элеоноры и её переправке к королю Франции. В 1225 году Питер де Моле был обвинён в том, что вместе с королём Франции планировал раздобыть корабль, чтобы вывезти принцессу из Англии, и позже утратил благосклонность короля. Возможно, это было ложное обвинение с целью дискредитировать де Моле и Пьера де Роша, которые также утратили королевское доверие весной 1234 года. Независимо от того, существовал ли этот заговор на самом деле, Элеонору вскоре увезли с побережья. С 13 июня 1222 года её перевозили между Глостером (с 31 июля 1222 года по 20 июля 1223 года), Мальборо (с 20 августа по 9 октября 1223 года и январь 1224 года) и Бристолем (до 29 сентября 1224 года). В июне 1224 года её наконец оставили в Бристоле на некоторое время; там её посетил Генрих III. Из Глостерского замка на время вывезли всех заключённых, чтобы разместить принцессу.
Хотя Генрих III принял закон, который мог помешать Элеоноре унаследовать корону, и считал, что Элеонора никогда не сможет стать королевой законным путём, с 1223 года он и его правительство принимали серьёзные меры по надзору за принцессой. Они назначали, строго контролировали и часто меняли её охрану. Среди её тюремщиков были Энгелар де Сигойн, Вальтер де Сен-Одон, Ричард де Ланда, Гилберт де Грейнвилль, Ральф Мусард, Роберт Ловел и Мэтью де Уолоп.
Тем не менее Элеонора здравствовала, и с ней обращались как с принцессой королевской крови. Она имела свои собственные покои в замках, где её содержали под охраной, и получала щедрые подарки от королевской семьи: дичь, фрукты, орехи и вино. У неё также была соответствующая её высокому статусу, но непритязательная одежда. С 1225 года она получала пособие. Генрих III однажды лично послал ей 50 ярдов льняной ткани, три плата, по 50 фунтов миндаля и изюма и корзину с инжиром; он также подарил ей ещё одно седло в доказательство того, что она может совершать конные прогулки. Однажды он попросил мэра и судебного пристава увеличить её штат домашней прислуги. Губернатор ежегодно показывал её народу во избежание слухов о том, что королевская пленница нездорова. Это показывает, что местные жители сочувствовали её положению. Иногда местный мэр, судебные приставы, доверенные граждане и некоторые дворянки навещали её, чтобы удостовериться в её безопасности. Одно время её охранял Питер де Риво, но когда Риво потерял расположение короля в 1234 году, замок вместе с Элеонорой был доверен Уильяму Талботу. В ноябре 1237 года она посетила Вудсток. В том же году она вновь вернулась в Глостерский замок под опеку Уильяма Талбота, с женой которого она, по-видимому, часто ссорилась. Шериф Джон Фиц-Джеффри оплачивал её расходы. Когда Риво примирился с Генрихом III, Уильям Талбот перестал управлять Глостерским замком. На Пасху или в ноябре 1238 года Элеонору перевели обратно в Бристоль.
В 1235 году Питер отказался от Ричмонда, и Элеоноре предположительно предложили часть поместья Ричмонда, Сваффхем в Норфолке. Однако в 1241 году Сваффхем находился под контролем Генриха III, и Элеонора получала от него лишь денежный доход в качестве дара короля.
Элеонора, которая была неповинна в каком-либо преступлении, не была судима и осуждена, провела в заключении долгих 39 лет. Её считали «государственной заключённой», запрещали вступать в брак и тщательно охраняли даже после того, как она состарилась и больше не смогла бы родить ребёнка.

## Смерть и наследие

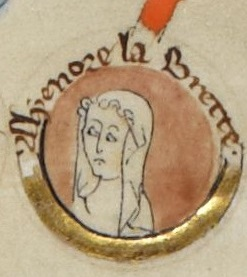
Элеонора Бретонская

В Ланеркостской хронике сообщается, что незадолго до её смерти раскаявшийся Генрих III подарил Элеоноре золотую корону, чтобы легитимизировать своё правление и правление своих потомков; уже через три дня после её кончины корона была подарена молодому принцу Эдуарду (будущий король Англии Эдуард I). По другой версии, она носила корону только в течение одного дня, прежде чем вернуть её.
Элеонора умерла монахиней в 1241 году в возрасте 57—59 лет. Изначально она была похоронена в монастыре Святого Джеймса в Бристоле, а затем, согласно её пожеланиям, перезахоронена в аббатстве Эймсбери. Учитывая связь Эймсбери с Плантагенетами, её выбор места своего упокоения, вероятно, указывает на неизменную преданность своему дому. Однако, возможно, это был и её последний протест против своей судьбы и судьбы её брата Артура, поскольку аббатство было посвящено Деве Марии и Святому Мелору, молодому бретонскому принцу, убитому злым дядей, который узурпировал его трон. Тем не менее, ни в одном месте захоронения ей не был поставлен памятник. Управляющим было приказано предоставить свечи для её похорон и раздать милостыню бедным. В 1246 году Генрих III велел капеллану ежедневно отправлять мессы за упокой её души.
В Лондонских анналах есть запись о её смерти, в которой она именуется Alienora quondam comitis Britanniæ filia, in custodia diuturni carceris strictissime reservata, что в переводе с латыни означает «Элеонора, дочь покойного графа Бретани, долгое время находившаяся под строжайшим заключением в самой охраняемой из всех тюрем». В рукописи отмечается, что она была законной наследницей трона Англии, хотя спустя несколько лет после её смерти Генрих III всё ещё не хотел признавать, что не был королём Англии, которому трон перешёл по наследству законно. Летописи Тьюксбери описывают её смерть в 1241 году, называя принцессу Alienora de Britannia consanguinea domini regis Henrici Angliæ, что в переводе с латыни звучит как «Элеонора Бретонская, кровная родственница лорда-короля Генриха Английского». В Ланеркостской хронике Элеонору описывают самой красивой, целеустремленной и тактичной женщиной из всех. Немногие источники, рассказывающие о её личности, сходятся в том, что она так никогда и не смирилась со своей судьбой, поскольку даже десятилетия заключения не смогли заставить её отказаться от своих прав, хотя было мало надежды на то, что они воплотятся в жизнь.
В 1268 году Генрих III от имени Элеоноры и Артура подарил монастырю Эймсбери поместье в Мелкшаме в Уилтшире, которое так любила принцесса. Таким образом, Элеонора стала благодетельницей аббатства.